# Freddy Gonzales (cyclisme)
Pour les articles homonymes, voir Gonzales.
Gonzales  Soto est un nom espagnol. Le premier nom de famille, en général paternel, est Gonzales ; le second, en général maternel, souvent omis, est Soto.
Freddy Gonzales Soto, né le 9 novembre 1994 à Anzaldo, est un coureur cycliste bolivien. Son palmarès comprend plusieurs titres de champion de Bolivie.

## Biographie
Freddy Gonzales est originaire d'Anzaldo, une localité située dans le département de Cochabamba. Fils d'une mère quechua, il acquiert sa première bicyclette en 2012. Il commence sa carrière cycliste l'année suivante. Bon rouleur, il devient champion de Bolivie du contre-la-montre espoirs en 2016. Il exerce également le métier de vendeur de vélos, lorsqu'il n'est pas actif dans les compétitions,. 
En 2018, il se révèle au niveau international en terminant troisième de l'épreuve chronométrée des Jeux sud-américains, derrière les Colombiens Rodrigo Contreras et Walter Vargas. Cette performance est saluée en personne par le président bolivien Evo Morales. La même année, il participe à ses premières courses en Europe avec l'équipe continentale Start-Gusto. Il revient ensuite concourir sur le circuit sud-américain. Principalement actif dans son pays natal, il est sacré champion de Bolivie du contre-la-montre chez les élites entre 2020 et 2022. Il participe aussi à divers événements internationaux, sous les couleurs de sa sélection nationale.
En 2023, il remporte un nouveau titre de champion de Bolivie dans la course en ligne. Il finit par ailleurs cinquième de l'étape reine du Tour de Mendoza, inscrit au calendrier national argentin. 

## Palmarès et résultats

### Par année
- 2016
  -  Champion de Bolivie du contre-la-montre espoirs
  - 3e du championnat de Bolivie sur route espoirs
- 2017
  - 3e du championnat de Bolivie du contre-la-montre
- 2018
  -  Médaillé de bronze du contre-la-montre aux Jeux sud-américains
- 2019
  - 2e du championnat de Bolivie du contre-la-montre
- 2020
  -  Champion de Bolivie du contre-la-montre
  - 1re étape de la Vuelta a Cochabamba (contre-la-montre)
  - 2e du championnat de Bolivie sur route
- 2021
  -  Champion de Bolivie du contre-la-montre
  - 3e de la Vuelta a Cochabamba
- 2022
  -  Champion de Bolivie du contre-la-montre
- 2023
  -  Champion de Bolivie sur route
  - 3e étape de la Vuelta a la Paz-Altiplano
  - 2e du championnat de Bolivie du contre-la-montre
- 2025
  -  Champion de Bolivie du contre-la-montre

### Classements mondiaux
| Année            | 2019 | 2020 | 2021 | 2022 | 2023 |
| ---------------- | ---- | ---- | ---- | ---- | ---- |
| UCI America Tour | 423e |      |      | 201e | 108e |